# Larisa Spasova
Larisa Spasova, coniugata Sašova (in bulgaro Лариса Спасова-Сашова?; Pernik, 22 agosto 1960), è un'ex cestista bulgara.

## Carriera
Con la Bulgaria ha disputato i Giochi olimpici di Seul 1988, tre edizioni dei Campionati mondiali (1983, 1986, 1990) e sette dei Campionati europei (1980, 1981, 1983, 1985, 1987, 1989, 1991).